# Way 2 Sexy
«Way 2 Sexy» — песня, записанная канадским певцом и композитором Дрейком при участии американских рэперов Фьючера и Янг Тага. Песня вышла 10 июля 2021 года и вошла в качестве седьмого трека в его шестой студийный альбом Certified Lover Boy. Песня появилась на американских поп-, ритм- и R&B/хип-хоп радиостанциях в качестве ведущего сингла альбома в сентябре 2021 года. В тот же день, что и трек, было выпущено комедийное музыкальное видео, в котором артисты отдают дань уважения многочисленным событиям и иконам поп-культуры. «Way 2 Sexy» получил неоднозначные отзывы критиков, особенно из-за его сэмпла и лирики: одни сочли его изюминкой альбома из-за оптимистичного звучания, а другие раскритиковали его как «мерзкий».
Песня дебютировала на первом месте в американском хит-параде Billboard Hot 100.

## История
Первоначально ходили слухи, что «Way 2 Sexy» выйдет 27 августа 2021 года, чтобы бросить вызов альбому Канье Уэста Donda; DJ Akademiks разместил кадры со съемок видео и заявил, что они совпадают с релизом Уэста, на фоне вражды Уэста и Дрейка. Хотя этот релиз так и не состоялся, 13 сентября 2021 года журнал Billboard сообщил, что песня начала оказывать влияние на американские поп-, ритм- и R&B/хип-хоп радиостанции в качестве ведущего сингла.
Дрейк, Фьючер и Thug ранее совместно работали над треком «D4L» Дрейка из его микстейпа Dark Lane Demo Tapes (2020).

## Композиция
Трек с тяжелой басовой линией он включает семплы сингла «I'm Too Sexy» 1991 года британского дуэта Right Said Fred. Фьючер исполняет припев, переделывая хук сэмплированного трека, рэпуя о том, что он «слишком сексуален для твоей девушки, слишком сексуален для мира, своей славы и своей сети». Дрейк произносит строки о безопасном сексе и расспрашивает «красотку» о её мотивах. Слова Фьючера содержат «ядовитые рифмы о женщинах-призраках», а Таг закрывает трек, хвастаясь тем, как он может баловать свою девушку дорогими подарками.

## Отзывы
Песня получила смешанные и отрицательные отзывы музыкальных критиков: HipHopDX, Billboard, GQ, Pitchfork, The A.V. Club, Highsnobiety, NME, Rolling Stone.
Джессика МакКинни из Complex сказала, что «„Way 2 Sexy“ намеренно банальна и неряшлива», возражая против того, что «иногда это работает для Дрейка, и эти песни (и видео) становятся вирусными в социальных сетях, но я думаю, что на этот раз он зашел слишком далеко. Это получилось слишком рекламно».
Брэндон Ю из Variety написал, что «Way 2 Sexy», «возможно, является самым противоречивым треком в альбоме: ритм великолепный и бурный, в то время как основной сэмпл (Right Said Fred „I'm Too Sexy“) и припев Фьючера сразу звучат неприятно».
Рихан Дейли из NME написал: «Это, откровенно говоря, одна из худших песен года».

## Коммерческий успех
В неделю с 18 сентября 2021 года «Way 2 Sexy» стала 56-й песней, дебютировавшей под номером один в Billboard Hot 100. Это был не только девятый хит Дрейка, лидировавший в чарте, но также первый и третий для Фьючера (1-й его чарттоппер из 126 попыток) и Young Thug, соответственно. Одновременно 9 из 10 синглов в десятке лучших были также дебютами Дрейка (это впервые в истории, абсолютный рекорд) и он повторил старый рекорд The Beatles 1964 года (№ 1 — «Can’t Buy Me Love», № 2 — «Twist and Shout», № 3 — «She Loves You», № 4 — «I Want to Hold Your Hand» и № 5 — «Please Please Me»), державшийся более полувека: первые пять лучших синглов у одного исполнителя, то есть, одновременно хиты № 1 («Way 2 Sexy»), № 2 («Girls Want Girls» feat. Lil Baby), № 3 («Fair Trade» feat. Travis Scott), № 4 («Champagne Poetry») и № 5 («Knife Talk» feat. 21 Savage & Project Pat) в Hot 100). А также ещё четыре дебюта Дрейка на № 7 («In the Bible» feat. Lil Durk & Giveon), № 8 («Papi’s Home»), № 9 («TSU») и № 10 («Love All» feat. JAY-Z). Все 21 песня с его нового альбома Certified Lover Boy дебютировали в Hot 100. Благодаря такому успеху и альбома Certified Lover Boy и сингла «Way 2 Sexy» на первых местах Billboard 200 и Hot 100, соответственно, Дрейк стал четвёртым исполнителем после Джастина Бибера (2021), группы BTS (дважды в 2020) и певицы Тейлор Свифт (она была первой и дважды в 2020), дебютировавшим на вершине этих чартов одновременно и с альбомом и с синглом. В сумме у него теперь рекордные 54 хита в top-10, 143 в top 40 и 258 в сотне лучших. Сингл также возглавил другие чарты: Streaming Songs (11-й чарттоппер), Hot R&B/Hip-Hop Songs (23-й чарттоппер, это рекорд, далее идут с 20 хитами номер один Арета Франклин и Стиви Уандер), Hot Rap Songs (также рекордный 23-й чарттоппер).

## Музыкальное видео
Видео для песни «Way 2 Sexy» было выпущено в тот же день, что и песня и её родительский альбом, снято режиссёром Дэйвом Мейерсом, который также снял клип Дрейка «Laugh Now Cry Later».

## Чарты
| Чарт (2021)                           | Наивысшая позиция |
| ------------------------------------- | ----------------- |
| Австралия (ARIA)                      | 7                 |
| Австрия (Ö3 Austria Top 40)           | 28                |
| Канада (Billboard Canadian Hot 100)   | 4                 |
| Чехия (Singles Digitál Top 100)       | 59                |
| Франция (SNEP)                        | 28                |
| Мир (Billboard Global 200)            | 2                 |
| Венгрия (Stream Top 40)               | 32                |
| Ирландия (IRMA)                       | 15                |
| Италия (FIMI)                         | 57                |
| Италия (FIMI)                         | 57                |
| Литва (AGATA)                         | 19                |
| Новая Зеландия (Recorded Music NZ)    | 7                 |
| Норвегия (VG-lista)                   | 18                |
| Словакия (Singles Digitál Top 100)    | 32                |
| Швеция (Sverigetopplistan)            | 25                |
| Швейцария (Schweizer Hitparade)       | 13                |
| Великобритания (OCC UK Singles)       | 11                |
| Великобритания (OCC UK Hip Hop/R&B)   | 5                 |
| США (Billboard Hot 100)               | 1                 |
| США (Billboard Hot R&B/Hip-Hop Songs) | 1                 |
| США (Billboard Rhythmic)              | 26                |